# Lupin
Lupin is een Franse mysterie thriller gebaseerd op het personage Arsène Lupin uit de boeken van de Franse schrijver Maurice Leblanc. De serie werd geproduceerd door George Kay en François Uzan. Het eerste seizoen met tien afleveringen werd uitgezonden op streamingdienst Netflix. De eerste vijf afleveringen verschenen in januari 2021, het tweede deel was vanaf juni 2021 beschikbaar. Op 5 oktober 2023 werd het derde deel van de serie uitgebracht.
Het eerste deel van de serie werd in januari 2021 door 76 miljoen huishoudens bekeken waardoor het na Bridgerton destijds het meest succesvolle Netflixdebuut aller tijden was.
In 2024 won de serie de prijs voor Best Foreign Language Series tijdens de 29 Critics' Choice Awards.

## Verhaal
Als Assane Diop (Omar Sy) een tiener is wordt zijn vader onterecht beschuldigd van diefstal. Vijfentwintig jaar na het overlijden van zijn vader wil Assane wraak nemen. Hij gebruikt hierbij het boek 'Arsène Lupin, gentleman-inbreker' als inspiratiebron.

## Rolverdeling
| Acteur                     | Personage                        |
| -------------------------- | -------------------------------- |
| Omar Sy                    | Assane Diop                      |
| Mamadou Haidara            | Assane Diop als tiener           |
| Ludivine Sagnier           | Claire                           |
| Ludmilla Makowski          | Claire als tiener                |
| Clotilde Hesme             | Juliette Pellegrini              |
| Léa Bonneau                | Juliette Pellegrini als tiener   |
| Nicole Garcia              | Anne Pellegrini                  |
| Hervé Pierre               | Hubert Pellegrini                |
| Antoine Gouy               | Benjamin Ferel                   |
| Adrian Valli de Villebonne | Benjamin Ferel als tiener        |
| Etan Simon                 | Raoul Diop                       |
| Fargass Assandé            | Babakar Diop                     |
| Soufiane Guerrab           | Youssef Guédira                  |
| Vincent Londez             | Romain Laugier                   |
| Shirine Boutella           | Sofia Belkacem                   |
| Vincent Garanger           | Gabriel Dumont                   |
| Naky Sy Savané             | Mariama Diop                     |
| Seyna Kane                 | Mariama Diop in haar jonge jaren |
| Martha Canga Antonio       | Fleur Bélanger                   |
| Julien Pestel              | Arnold de Garmeaux               |
| Steve Tientcheu            | Jean-Luc Keller                  |
| Salif Cissé                | Jean-Luc Keller als tiener       |
| Sandra Parfait             | Manon                            |
| Sandya Touré Maite         | Manon als tiener                 |
| Pierre Lottin              | Bruno                            |
| Noé Wodecki                | Bruno als tiener                 |
| Vincent Overath            | Cisco                            |
| Nicolas Berno              | Ferdinand                        |

## Awards
| Jaar | Ceremonie                                         | Award                                               |             |
| ---- | ------------------------------------------------- | --------------------------------------------------- | ----------- |
| 2021 | Gotham Independent Film Awards: 2021              | Outstanding Performance in a New Series (Omar Sy)   | Genomineerd |
| 2022 | Golden Globes Awards (2022) - Movies from 2021    | Best Television Series - Drama                      | Genomineerd |
| 2022 | Golden Globes Awards (2022) - Movies from 2021    | Best Leading Actor in a TV Series - Drama (Omar Sy) | Genomineerd |
| 2022 | BAFTA 2022                                        | Best TV Series - International                      | Genomineerd |
| 2022 | 26 Satellite Awards (International Press Academy) | Television Series, Drama                            | Genomineerd |
| 2022 | 26 Satellite Awards (International Press Academy) | Actor in a Series, Drama (Omar Sy)                  | Gewonnen    |
| 2024 | 29 Critics' Choice Awards                         | Best Foreign Language Series                        | Gewonnen    |